# Benavent de la Conca
|  | Aquest article tracta sobre el poble d'aquest nom. Si cerqueu l'antic municipi, vegeu «Benavent de Tremp». |

El poble de Benavent de Tremp, que canvià el seu nom oficial pel de Benavent de la Conca en el mateix moment de la seva annexió al nou terme municipal d'Isona i Conca Dellà, és el poble més oriental del seu municipi actual i de tota la comarca del Pallars Jussà. Era el cap de l'antic municipi de Benavent de Tremp.
Conegut al llarg de la història per aquests dos noms, en el llenguatge col·loquial de la comarca el més habitual és anomenar-lo, simplement, Benavent. És a 1.004 m. alt., en un lloc que representa un esplèndid mirador de tota la Conca Dellà.

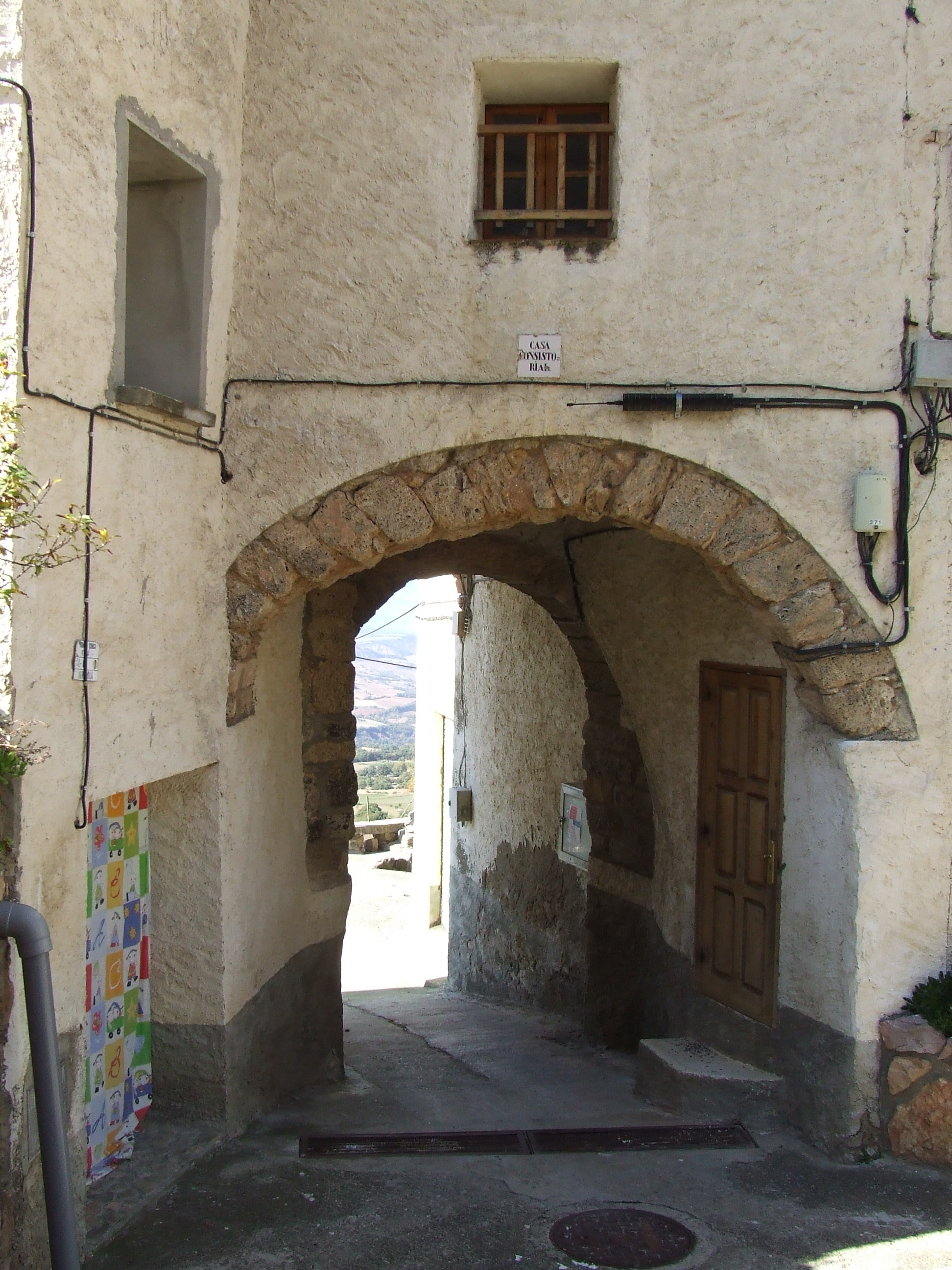
Portal d'entrada al poble. Al damunt, l'antiga Casa de la vila

Es tracta d'un petit poble arredossat sota el Roc de Benavent, que li dona una bellesa molt especial i espectacular. De tota manera, la seva situació estratègica a prop del pas entre la Noguera i el Pallars li conferí sempre una importància més gran de la que es desprèn del volum dels seus habitants.
El poble vell es formà a l'entorn de l'església de Santa Margarida de Benavent de la Conca i del Castell de Benavent de la Conca, tot i que modernament s'ha anat estenent cap a ponent, baixant pel pendís cap a terres més suaus i favorables. El nucli vell era murat, amb un portal d'entrada que encara existeix avui dia. Darrere seu s'obre una ampla plaça que conserva el clos als costats nord i oest. Al sud i a l'est ha desaparegut el clos que devia tancar el poble, però deu correspondre al lloc que ocupava el castell, que fou enderrocat, potser en les destruccions de castells i masies fortificades ordenades per Felip V, després del Decret de Nova Planta, dins del pla de represàlies contra la fidelitat dels catalans a la causa austriacista. Es conserven vestigis del castell i les seves murades.
L'església de Santa Margarida constituïa parròquia pròpia. Actualment, com la resta de parròquies de l'actual municipi, i del veí d'Abella de la Conca, depèn del rector d'Isona. Pertany, doncs, al bisbat d'Urgell, dins de l'arxiprestat de Tremp.
A part del nucli antic del poble de Benavent (Cal Mariano, Ca l'Esteve, Cal Curulla Vell, Cal Doctor, l'Era del Caravall), a llevant de la carretera, formen aquesta població Cal Curulla Nou, Cal Volament, Cal Volament Nova, Cal Topinet, Cal Tura i Cal Janet. L'antiga caseria i hostal de Balasc, amb l'Era del Pateu i la Granja de Balasc, a més, també està pràcticament integrat en el rodal de Benavent, sobretot havent perdut la importància com a hostal de camí que havia tingut temps enrere.
Al voltant de Cal Grilló s'ha anat format un segon nucli central, del poble de Benavent, a ponent de la carretera.
Antigament, hi havia hagut els ravals de Santa Eulàlia i de Sant Gili, que surten esmentats en alguns documents antics. Del de Sant Gili, es conserva la memòria de l'aplec que se celebrava a la seva ermita, però en l'actualitat no hi ha cap record de les cases que formaven aquest raval. Tanmateix, el bosquet de roures que en conserva algunes restes pot amagar bastants coses que una prospecció arqueològica trauria, sense cap mena de dubte, a la llum. El de Santa Eulàlia és del tot desconegut, també. Fins i tot el nom sembla del tot perdut.

## Etimologia
Segons Joan Coromines, la primera part del nom de Benavent de la Conca prové del llatí beneventum, compost de les arrels de l'adverbi bé i del participi verbal de venir. Seria, per tant, un mot emparentat amb el nom, comú o propi, de benvingut. Cal considerar, però que tant aquesta població com les altres dels Països Catalans que tenen aquest mateix nom i la lleonesa de Benavente, a la província de Zamora, coincideixen en el nom amb una població italiana, Benevento, a la Campània, que seria la primera que va dur aquest nom.
El topònim Benavent pallarès és documentat des del 1069 (Benauent), i 1079, on surt, en llatí, com a Benavente.
La veu popular, però, en dona tota una altra versió: per les seves característiques geogràfiques, Benavent és un poble on fa vent, i el clima és sa. Per tant: Benavent vindria de bon vent, segons l'imaginari popular. Com es pot veure a l'antic escut municipal, en el primer quarter es representava un molí, com a símbol del vent.
La segona part del topònim antic del poble i de l'antic municipi es referia a la seva proximitat -i dependència- amb el cap de comarca, Tremp.

## Història
En els censos medievals apareix ja amb un reduït nombre d'habitants, malgrat la seva estratègica situació; el 1359 és esmentat en el cens de la Vegueria de Pallars amb 9 focs (unes 45 persones). D'aquests 9 focs es passa als que consten en el fogatge del 1553: 13 focs (uns 65 habitants), i als 50 habitants del cens del 1718 (gran estabilitat, doncs).
El 1831, any de l'extinció dels senyorius, se l'esmenta en les relacions del corregiment de Talarn, i hi consten 66 habitants. En aquell moment pertanyia al senyoriu del Comte d'Aranda, que s'havia fet amb les pertinences del comte d'Erill. El 1845 hi consten 111 habitants.
Cap a mitjan segle xix passaren per Benavent de la Conca els col·laboradors de Pascual Madoz; amb les dades obtingudes, aquest geògraf escriu el següent, del poble de Benavent: al costat mateix d'una roca, en terreny muntanyós, el combaten tots els vents, i el clima és sa. Té 26 cases d'un sol pis, distribuïdes en dos carrers en pendent, i una petita plaça. Té presó i església, i restes d'una torre on els barons d'Orcau tancaven els presos de la seva baronia. Hi viuen 27 veïns (caps de casa) i 111 ànimes (habitants). Inclou la venda de Balasc i 5 cases anomenades Gramenet, a més de dues masies anomenades Venda de Romanet i la Masia, a una hora al sud, i separades entre elles un quart d'hora.
Vers 1900 tenia 30 edificis amb 99 habitants, dels 173 i 453, respectivament, que tenia aquest antic municipi. Així doncs, tot i ser el poble històricament més important, no agrupava la majoria dels habitants del terme, atès que el poblement dispers era molt rellevant. Tanmateix, el raval de Sant Gil tenia també 23 cases, amb 20 habitants.
El 1930 es va arribar al maxim històric: 429. Tanmateix, de seguida comença la davallada: 292 el 1960 i tan sols 20 el 1994. Les darreres dades mostren una lleugera recuperació: el 2006 hi consten 35 habitants.
La darrera guerra civil va donar un cert protagonisme a Benavent de la Conca. En aquest poble hi havia instal·lada l'única bateria d'artilleria republicana fixa que va intervenir en els durs combats del Front del Pallars. Tingué una relativament minsa incidència, atès que només tenia a l'abast la meitat sud del front de combat: de la Serra de la Campaneta cap al sud. Les posicions franquistes de més al nord foren bombardejades per unitats mòbils i, per tant, d'un abast també força més reduït.

## Festes i tradicions
La Festa Major de Benavent de la Conca és el quart diumenge d'agost, tot i que també se celebra la festa patronal de Santa Margarida, en l'àmbit de la parròquia, el diumenge més proper al 20 de juliol, diada de la santa.
Antigament s'havia celebrat la festa de Sant Gili, un asceta d'origen grec que vingué a fer vida eremítica al Pirineu, on trobà -segons uns; segons d'altres, fou qui la tallà- la imatge de la Mare de Déu de Núria. Sant Gili, o Gil, era molt venerat pels pastors, i tingué ermita a Benavent, al voltant de la qual arribà a haver-hi un petit raval. Era a 200 metres del poble.
Existien els goigs de Sant Gil, d'autoria popular, que deien, en la seva tornada:
| « | Puix que sou nostre guardià des de dalt la benaurança, de Benavent i la Conca sou Vós, Gili, l'esperança. | » |

A darreries del segle xix es té constància del ball, durant la Festa Major de Benavent, del ball pla del rossinyol. Se'n conserven tant la música com la coreografia, que han estat reproduïdes modernament en el llibre de Joan Bellmunt i Figueras esmentat a la bibliografia.
Tot i que se'n tenen poques referències exactes, la memòria popular ha servat el record d'un benaventí: Joaquim Homs i Marsol, el Curulla, acordionista que animà al llarg de cinquanta anys moltes festes populars de tot el Pallars i de les comarques veïnes. Se'n conten moltes fetes, facècies i anècdotes, que ens presenten la imatge d'un personatge entranyable, simpàtic i generós, a més d'un autèntic apassionat per la música.

## Serveis turístics
A Benavent de la Conca no hi ha cap establiment dedicat a l'acolliment turístic.

## Comunicacions
Creua el poble de Benavent de la Conca la carretera C-1412b (Ponts - Tremp), que l'uneix amb la Noguera, cap al sud-est, i amb el cap de comarca, Tremp, cap a l'oest.
Cap altra carretera discorre pel poble. Sí, en canvi, algunes pistes en bon estat, algunes d'elles asfaltades, sobretot la que mena a l'antic hostal de Balasc, i la que duu a Covet i Merea.
Pel que fa a mitjans de transport públic, Benavent compta amb parada de l'autobús de la línia Barcelona-la Pobla de Segur, amb un servei al dia en direcció a Barcelona, al matí ben d'hora, i un altre a mitja tarda en direcció a la Pobla de Segur. També hi passa la línia Barcelona-eth Pònt de Rei, amb dos cotxes a mig matí en direcció a la Vall d'Aran (un d'ells té final de trajecte a Esterri d'Àneu), i dos a primera hora de la tarda cap a Barcelona.